# 科尔曼-温伯格模型
科尔曼–温伯格模型用于表示四维时空中一个标量场的量子电动力学。这个模型的拉格朗日量为：
{\displaystyle {\mathcal {L}}=-{\frac {1}{4}}(F_{\mu \nu })^{2}+(D_{\mu }\phi )^{2}-m^{2}\phi ^{2}-{\frac {\lambda }{4!}}\phi ^{4}}
其中{\displaystyle \phi }是复标量场，{\displaystyle F_{\mu \nu }}是电磁场张量，{\displaystyle D_{\mu }}是相应的协变导数。
假设{\displaystyle \lambda }是非负的（一般而言，为了势函数有下界，{\displaystyle \lambda }必须为非负的）。 如果质量项是“超光速”的,即 {\displaystyle m^{2}<0} ，那么在低能量尺度，理论中存在规范对称性的自发破缺，即所谓的希格斯机制。 另外如果质量的平方是正的， {\displaystyle m^{2}>0} ，{\displaystyle \phi }是零。 在经典理论中，如果 <{\displaystyle m^{2}=0} ，这样的结论已然成立。然而，正如西德尼 科尔曼 和 埃里克 温伯格所提出的， 即使重整化的质量为零，由于有辐射修正，自发性对称性破缺仍然会发生(这将在一个经典的共形理论中引入一个质量尺度，这样的理论具有了共形反常)。